# Amauris bulbifera
Amauris bulbifera är en fjärilsart som beskrevs av Grose-smith 1887. Amauris bulbifera ingår i släktet Amauris och familjen praktfjärilar. Inga underarter finns listade i Catalogue of Life.